# Rubem da Costa Leite Amarante
Rubem da Costa Leite Amarante (Pelotas, 7 de janeiro de 1908 – Rio de Janeiro, 5 de abril de 2010) foi um médico brasileiro.
Graduado em medicina pela Faculdade Nacional de Medicina da Universidade do Brasil em 1931, onde obteve o doutorado em 1933, com a tese “Oto-Antrite Latente”. Foi eleito membro honorário da Academia Nacional de Medicina em 1961.